# Pseuderotis obiterella
Pseuderotis obiterella is een vlinder uit de familie van de vuurmotten (Peleopodidae). De wetenschappelijke naam van de soort is voor het eerst geldig gepubliceerd in 1908 door Busck.